# یوسف روسی
یوسف روسی (عربی: يوسف روسي؛ زادهٔ ۲۸ ژوئن ۱۹۷۳) یک بازیکن فوتبال اهل مراکش است.
وی در تیم ملی فوتبال مراکش ۲۲ بازی انجام داده است و عضو این تیم در جام جهانی فوتبال ۱۹۹۸ بوده است.